# Tobruk (film 1967)
Tobruk è un film del 1967 diretto da Arthur Hiller.
Film di guerra di co-produzione germano-americana

## Trama
Nel mese di settembre del 1942 le truppe tedesche dell'Africa Korps  al comando del generale Erwin Rommel si trovano a 100 chilometri dal canale di Suez. Lo Stato Maggiore dell'8ª armata britannica approva un progetto per la distruzione delle scorte tedesche di carburante, che si trovano a Tobruk. L'ideatore del piano, maggiore Craig, è stato catturato dalle truppe filo-tedesche del Governo francese di Vichy ed è detenuto vicino al porto di Algeri.
Il maggiore Craig è un canadese, parla fluentemente l'arabo ed il tedesco, particolarmente esperto del Sahara per i servizi fotografici che vi ha compiuto. Egli è quindi un importante anello della catena di esecuzione del piano di incursione. Craig viene liberato con un'azione di commando guidata dal capitano Bergman e trasferito all'oasi di Cufra. Il colonnello Harker, comandante della missione, annuncia che rimangono solo otto giorni di tempo per distruggere i depositi di carburante e mettere fuori uso le batterie tedesche a protezione del porto, prima di un previsto sbarco di Royal Marines e mezzi anfibi che li aiuteranno nel raid. I soldati sotto il comando del colonnello Harker sono emigranti ebrei-tedeschi arruolati nel SIG (travestiti da militari dell'Afrika Korps) e commando del LRDG (Long Range Desert Group) che devono fingersi prigionieri di guerra; tra i componenti del commando vi è però profonda diffidenza, in quanto gli ebrei sono sostenitori dell'indipendenza di Israele (all'epoca protettorato britannico) e i britannici non dimenticano le origini germaniche dei loro commilitoni.
Sulla via di Tobruk il falso convoglio tedesco di trasporto di prigionieri si imbatte in truppe tedesche ed italiane, che riesce a mettere le une contro le altre, ma viene attaccato da un aereo britannico che distrugge le due radiotrasmittenti in loro possesso. Dopo di che incontrano un gruppo di Tuaregh, i quali chiedono loro fucili. Questi hanno con sé due prigionieri, delle spie tedesche che si spacciano per cittadini britannici, che stanno trasferendo da Bengasi a Il Cairo, Henry Portman e sua figlia Cheryl. Essi portano alcuni documenti firmati dal gran mufti di Gerusalemme Amin al-Husayni e dal feldmaresciallo tedesco Albert Kesselring, per conto di Hitler, riguardanti un'intesa fra i tedeschi ed alcuni ufficiali egiziani, i quali vorrebbero lanciare una Jihād (Guerra santa) contro i britannici, provocando in Egitto una rivolta come quella del 1936-1939 in Palestina, coinvolgendo così l'intero mondo musulmano in un conflitto a fianco della Germania contro l'Impero Britannico e l'Unione Sovietica (anch'essa infatti domina popoli mussulmani che si sentivano oppressi da Mosca e quindi vedevano nei tedeschi dei liberatori).
Ma i Portman vengono eliminati e diventa evidente che fra gli uomini di Bergman si annida un traditore. Harker umilia Bergman disarmandolo con i suoi colleghi e dando loro due ore di tempo per smascherare il traditore. Si ritiene di aver trovato il traditore allorché uno degli uomini di Bergman viene accoltellato a morte in un canale di scolo mentre tenta la fuga. Il gruppo raggiunge finalmente Tobruk ma scopre che Rommel vi ha ammassato riserve per due divisioni di carri armati non note al comando alleato. Ciò rende la missione ancor più importante, poiché le riserve di Rommel sono sufficienti a conquistare l'intero Egitto. Tuttavia la missione riuscirà pienamente, anche se i commando vengono quasi tutti uccisi o catturati nell'azione; nel finale il vero traditore è scoperto ed eliminato dal colonnello Harker, che perde a sua volta la vita, mentre i pochi commando sfuggiti alla cattura sono recuperati da una nave britannica.

## Produzione
Il film fu girato in Spagna, California ed Arizona e la 40ª divisione corazzata della Guardia Nazionale americana fornì l'assistenza tecnica. Parte del materiale fu riutilizzato nel 1971 da Henry Hathaway per il suo film Attacco a Rommel.
I carri tedeschi e italiani sono dei carri americani M41 Walker Bulldog e M48 Patton. Il caccia che mitraglia la colonna è un P40 Kittyhawk della RAF.

## Curiosità
Laurence Harvey fu originariamente considerato per il ruolo del Maggiore Craig.
Il film è ispirato ad una vera operazione di commando britannici (Operazione Daffodil) contro il porto di Tobruk nel settembre 1942. Quel raid tuttavia si risolse in un disastro e, più che i tedeschi, furono i reparti italiani a respingere l'attacco con gravi perdite e prigionieri per gli attaccanti. Proprio per questo questa disastrosa operazione è ben poco citata nella narrativa di guerra anglosassone. Di conseguenza la trama del film stravolge completamente  gli avvenimenti ed è completamente inventata.
Il Gran Muftì di Gerusalemme fu effettivamente un sostenitore della Germania durante la guerra; vero è inoltre il fatto che molti arabi simpatizzassero per il nazi-fascismo per odio a Francia, Regno Unito o Unione Sovietica, ma altrettanto vero è che altri sostennero gli alleati; si pensi ad esempio alla Legione Araba giordana che combatté con valore sotto comando britannico.
I Commando menzionati nel film, il SIG (gli ebrei tedeschi che si travestivano da Afrika Korps) e l'LRDG (Long Range Desert Group), sono veramente esistiti e si distinsero combattendo sul fronte nordafricano tra il 1940 ed il 1942, in alcune azioni di poco rilievo bellico ma largamente pubblicizzati dalla propaganda.
Molte scene di questo film sono state riutilizzate nel film Attacco a Rommel del 1971, con Richard Burton.

## Riconoscimenti
- 1968 - Premio Oscar
  - Migliori effetti speciali